# Lev Naumov
Lev Nikolayevich Naumov (em russo:  Лев Никола́евич Нау́мов; Rostóvia, 12 de fevereiro de 1925 – Moscou, 21 de agosto de 2005) foi um pianista, compositor e professor russo. Reconhecido por sua influência duradoura na formação pianística do país, recebeu o título de Artista do Povo da Rússia e ficou conhecido como o "padrinho da escola pianística russa".

## Biografia
Formado pelo Conservatório Tchaikovsky de Moscou, foi aluno do renomado pianista e professor Heinrich Neuhaus, tornando-se mais tarde seu assistente e sucessor na cátedra de piano. Naumov lecionou no mesmo conservatório por várias décadas e atuou como jurado em concursos internacionais de piano.
Sua atuação como professor influenciou significativamente gerações de pianistas russos e estrangeiros, sendo considerado uma figura central na tradição pedagógica do país. Entre seus alunos, destacam-se nomes como Vladimir Viardo, Andrei Gavrilov, Alexander Kobrin, Ilya Itin, Alexei Lubimov, Anna Malikova, Alexander Melnikov, Boris Petrushansky, Konstantin Scherbakov, Alexei Sultanov, Alexander Toradze, entre muitos outros.